# Noah (Rebsorte)
Die Noah ist eine Weißweinsorte und zählt zu den älteren Amerikaner-Direktträger-Sorten. Der mit der Sorte erzeugte Wein hat den typischen Fox-Ton. Im österreichischen Südburgenland ist die Noah in der lokalen Spezialität Uhudler enthalten.

## Abstammung
Ist ein Sämling von der Sorte Taylor (natürliche Kreuzung (?) von Vitis labrusca × Vitis riparia). Sie wurde 1896 von Otto Wasserziecher selektioniert.
Nach einer anderen Theorie soll Noah eine natürliche Kreuzung von Isabella x Vitis labrusca sein, welche 1846 im Garten von Paphro Steele & Son in West Hartford, Connecticut, aufgefunden worden sei.
Benannt wurde die Sorte nach Noah, der gemäß der Bibel nach der Sintflut und Landung mit der Arche zum Weinbauern wurde.
Diese Rebsorte gehört zur Gruppe der älteren amerikanischen Direktträger-Sorten.

## Ampelografische Merkmale
- Die jungen Blätter sind flaumig behaart, blassgrün, unterseits dick weißfilzig behaart und leicht karminrot gerändert.
- Die Triebspitzen zart, oberste Blättchen schiffchenförmig gefaltet, weißfilzig, leicht karminrot gerändert.
- Ausgewachsene Blätter sind groß, dick, ebenso lang als breit, ähnlich der Sorte Riparia, dreilappig, wenig gebuchtet, Oberseite dunkelgrün, glänzend, blasig, glatt, unterseits weißlich-rötlich flaumig-filzig behaart, Blattzähne lang, schmal, spitz, Stielbuch V-förmig offen
- Trauben mittel bis groß, zylindrisch-konisch, kompakt.
- Die Beeren sind mittel bis groß, rund bläulich-grün, in der Reife grün bis gelblich, stark beduftet und besitzen eine dicke Beerenhaut. Der Beerensaft ist süß und hat einen Fuchsgeschmack.

## Eigenschaften
Das Triebwachstum ist kräftig und der Austrieb erfolgt ziemlich spät. Bevorzugt sandige, steinige und tiefgründige Böden mit geringem Kalkgehalt. Die Wurzeln der Sorte sind resistent gegen einen Wurzel-Reblausbefall. Gegen die Pilzkrankheiten wie Peronospora, Oidium und Botrytis besteht eine gute Widerstandsfähigkeit. Kalkhaltiger Boden verursacht Chlorose bei den Rebstöcken. Wegen des späten Austriebes besteht eine geringe Spätfrostgefahr. Die Winterfrostwiderstandfähigkeit ist auf Grund der guten Holzreife sehr gut.

## Wein
Der Wein ist trocken, alkoholreich, etwas herb und hat einen mehr oder minder starken Fuchsgeschmack.

## Synonyme
Belo Otelo, Charvat, Flaga Alba, Fraga, Noa, Noe, Nohan, Noka, Nova, Nove, Otelo Belo, Tatar Rizling.